# 渡瀬凌雲
渡瀬 凌雲（わたせ りょううん、1904年7月9日 - 1980年5月17日）は日本画家。南画の大家。本名は渡瀬幸成。

## 経歴
長野県下伊那郡根羽村に生まれる。幼いころから大平小洲、山本梅荘に師事。尋常小学校高等科を卒業後は上京して福田浩湖塾に入門。一方で、旧制錦城中学校、正則英語学校に通いながら那智左典に漢学を学んだ。1925年（大正14年）には京都へ移り、福田静処に和漢文学・詩書を学ぶ。以後、京都に定住する。
1933年（昭和8年）第14回帝展に「河口」が初入選、以後は帝展、文展、日展、日本南画院を中心に出品する。1937年（昭和12年）京都市美術展「南紀佐野村」で京都市長賞を受賞。
戦後は同志と南画院を結成して活動を続け、水墨を基調に山水花鳥に新生面を開いた。日本南画院副理事長、京都日本画家協会理事、京都学園大学講師。

## 主な作品
- 『雲竜図』天龍寺山内慈済院開山堂天井画 1959年